# 2030 Belyaev
2030 Belyaev eller 1969 TA2 är en asteroid i huvudbältet som upptäcktes den 8 oktober 1969 av den ryska astronomen Ljudmjla Tjernych vid Krims astrofysiska observatorium på Krim. Den har fått sitt namn efter den sovjetiske kosmonauten Pavel Beljajev.